# Joanne Rodríguez Veve
Joanne Marie Rodríguez Veve (San Juan, Puerto Rico; 3 de febrero de 1983) es una abogada y política puertorriqueña. Se desempeña actualmente como Senadora por Acumulación en el Senado de Puerto Rico, representando al partido Proyecto Dignidad y ejerciendo portavocía de este en el hemiciclo senatorial de la 20.ª Asamblea Legislativa (2025-2029). Fue electa en los comicios del 2020 y reelecta en los del 2024.Es la primera senadora de dicho partido.

## Educación
Rodríguez Veve obtuvo un grado de Bachillerato en Artes con concentración en Ciencias Políticas de la Universidad de Puerto Rico, Recinto de Río Piedras. Luego completó un grado de Juris Doctor en la Escuela de Derecho de la misma institución. Posteriormente, ingresó a la Universidad Pontificia de Salamanca, España, donde obtuvo un grado de Maestría en Derecho Canónico. También tiene estudios conducentes a una maestría en Historia de Puerto Rico del Centro de Estudios Avanzados de Puerto Rico y el Caribe.

## Carrera Profesional
Ejerció como abogada canonista en los procesos eclesiásticos de nulidad matrimonial. También se desarrolló en el campo de los recursos humanos, especializándose en el manejo de asuntos laborales.
En el 2020, anunció su candidatura a un escaño por acumulación en el Senado por el recién formado Proyecto Dignidad en las elecciones de ese año. Resultó victoriosa y quedó en segundo lugar con 88,716 (7.33%) votos a nivel isla. Fue juramentada al cargo el 2 de enero de 2021 junto al resto de los senadores.En el 2024, fue reelecta para ocupar el mismo escaño, quedando en tercer lugar con 94,604 votos (8.56%). 

## Actividad en el Senado
Además de ser portavoz de su partido, preside la Comisión de Asuntos de Vida y Familia. A esta le confieren la facultad y la responsabilidad de realizar estudios, investigaciones y evaluaciones sobre asuntos y programas gubernamentales que atañen a la familia, sus relaciones y el desarrollo de sus integrantes en todas sus etapas de vida, así como los derechos parentales y de menores en la jurisdicción. También se encuentran dentro de sus competencias el rendir informes y hacer recomendaciones de legislación que incidan sobre el libro de familia del Código Civil de Puerto Rico, y el evaluar legislaciones de otras jurisdicciones que tengan atingencia con los temas pertinentes a los fines de recomendar cambios al estado de derecho vigente. De igual manera, la Comisión es responsable de los estudios e investigaciones dirigidos a fomentar legislación en lo relacionado con el desarrollo del ser humano, su bienestar y vida, y de supervisar la ejecución de las agencias públicas y entidades privadas cuyas funciones sean cónsonas con el ámbito de la misma. Actualmente, se enfoca en posturas en contra de la corrupción y en los valores tradicionales. 
Rodríguez Veve fue una de los 14 senadores en votar a favor de José Luis Dalmau para la presidencia senatorial junto con la delegación del Partido Popular Democrático (12) y el senador independiente José Vargas Vidot, ayudándolo a obtener la mayoría necesaria (14) para ser electo. Públicamente se ha declarado en contra de la declaración de estado de emergencia por violencia contra la mujer llevada a cabo por la entonces gobernadora Wanda Vázquez Garced reclamando que se incluyan "todos los sectores" en la declaración. También, se opone a la educación con perspectiva de género e incluso forma parte de la demanda del Proyecto Dignidad al gobierno de Puerto Rico para frenar esta iniciativa. Ha expresado que se opone a la prohibición de las terapias de conversión, sin embargo en los siguientes días se negó a contestar preguntas sobre el tema. Luego aclaró estar en contra del proyecto que busca su prohibición.
El 14 de abril de 2021 la demanda del Proyecto Dignidad a la rama ejecutiva fue desestimada luego de la solicitud de desestimación del gobernador Pedro Pierluisi y la designada secretaria de educación Elba Aponte quienes tildaron la demanda como una "cuestión política".

## Historial electoral
| Elección | Cargo                    | Partido | Partido | Votos  | %    | Posición | Resultado |
| -------- | ------------------------ | ------- | ------- | ------ | ---- | -------- | --------- |
| 2020     | Senadora por acumulación |         | PD      | 88,716 | 7.33 | 2.ª      | Electa    |
| 2024     | Senadora por acumulación |         | PD      | 94,604 | 8.56 | 3.ª      | Reelecta  |